# Torfstich

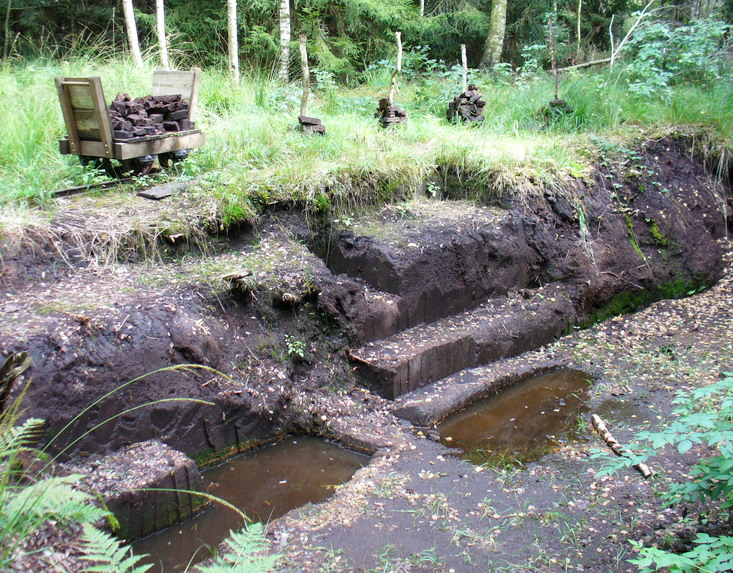
Torfstechen im Wurzacher Ried

Als Torfstich oder Torfstechen wird der oberirdische Abbau von Torf bezeichnet. Dieses organische Material, das in Mooren durch beginnende Inkohlung aus abgestorbenen Pflanzen entsteht, dient als niederenergetischer Brennstoff, als Substrat zur Verbesserung von Bodendurchlüftung und Wasserhaltung im Gartenbau und in geringem Umfang auch zur Herstellung von Textilfasern sowie für Heilzwecke.

## Torfstich und Umweltschutz

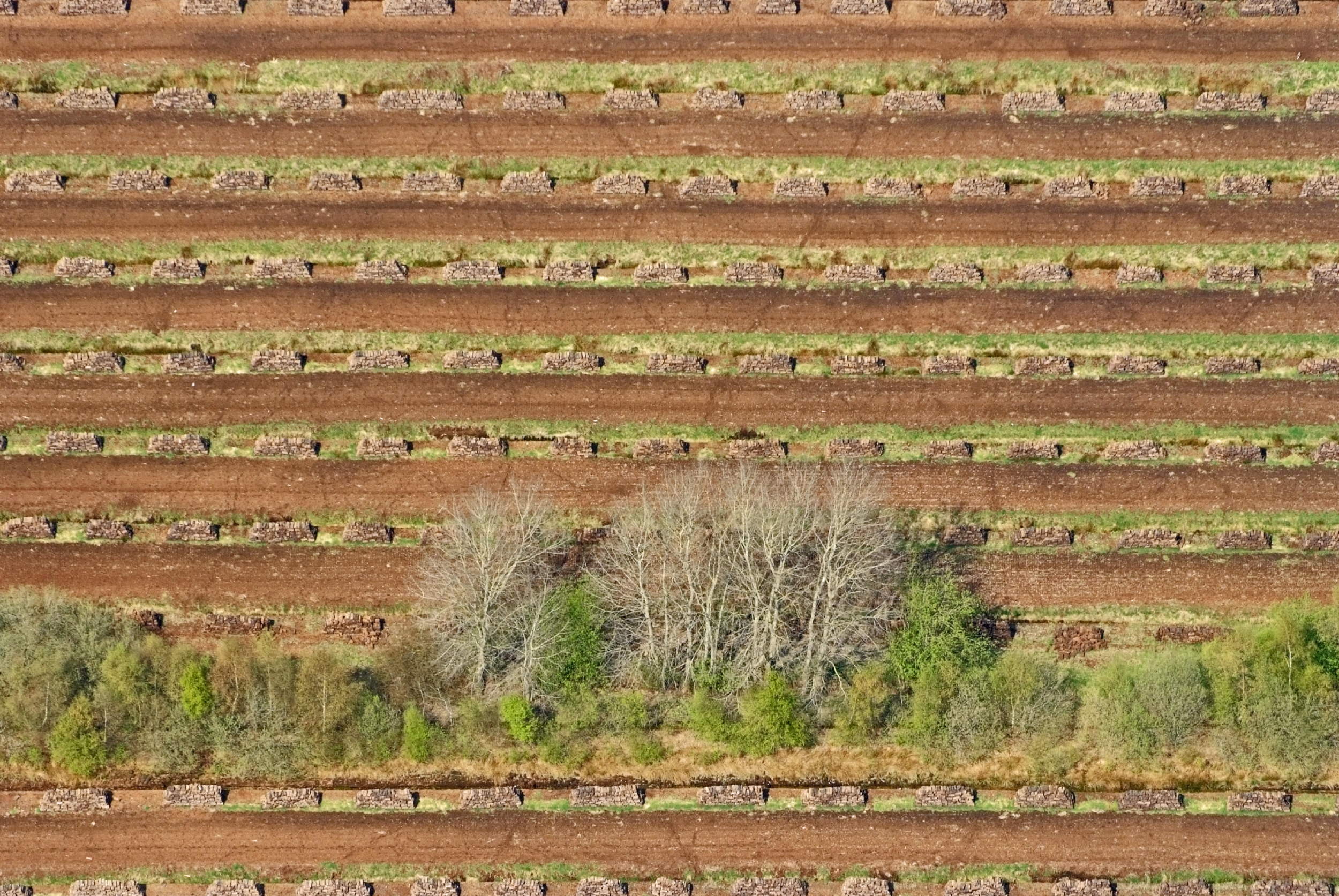
Gestochener Torf in Südmoslesfehn (Landkreis Oldenburg)

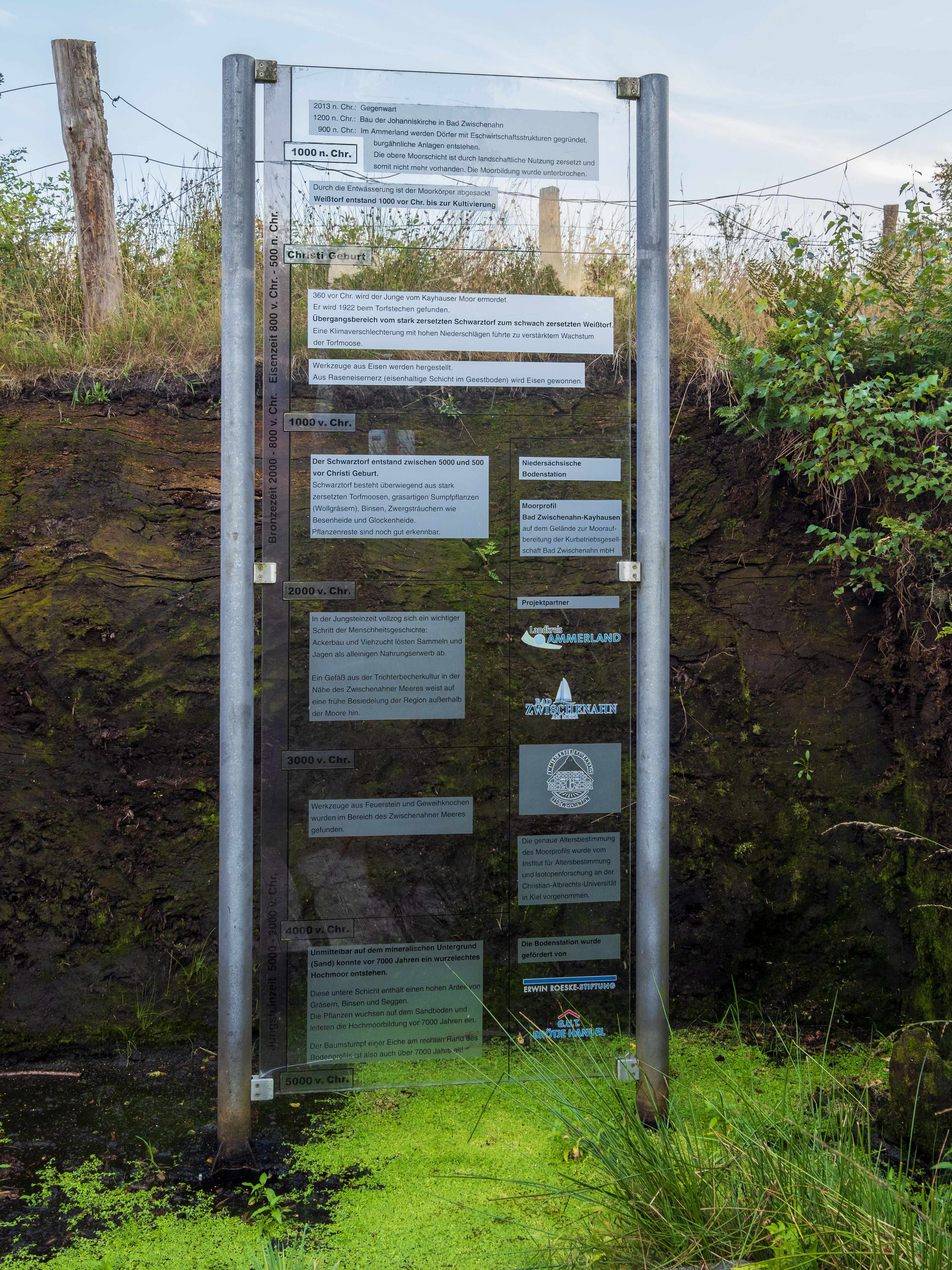
Moorprofil im Kayhauser Moor (Bad Zwischenahn)

Die Torfgewinnung ist in den letzten Jahrzehnten aus mehreren Gründen stark zurückgegangen. Zum einen muss in dem Feuchtgebiet durch Gräben – und in manchen Niedermooren auch durch Abpumpen – der Grundwasserspiegel abgesenkt werden, um das Moor trockenzulegen, bevor der Torf gestochen werden kann.
Hochmoore haben aufgrund der großen Niederschlagsmenge, die sie aufnehmen können, eine wichtige regulatorische Wirkung auf den Wasserhaushalt.
Der Erhalt der ursprünglichen Lebensräume dient dem Landschaftsschutz und dem Artenschutz, da die meisten Arten der Moorflora und -fauna als bedroht oder stark bedroht gelten.
Neue Torfstichflächen werden heute nur noch mit strengen Auflagen zugelassen.
Torfabbau ist heute auch wirtschaftlich kaum mehr lohnend. Viele großflächige und für industriellen Abbau geeignete Moorflächen sind mittlerweile abgetorft. Zum anderen wurde der Torf als Brennstoff durch hochenergetische fossile (Brenn-)Stoffe weitgehend ersetzt.
Moore wachsen extrem langsam, ein intakter Torfkörper nimmt pro Jahr nur um einen Millimeter an Mächtigkeit zu. Es dauert also 1000 Jahre, bis sich eine einen Meter hohe Schicht Torf neu gebildet hat. Moorflächen erholen sich bei Renaturierungsversuchen so nur sehr langsam.
Bislang wurden jährlich zwei Millionen Kubikmeter Torf im Gartenbau verwendet. Dies wird in den letzten Jahrzehnten zunehmend kritisiert.
Torf kann zwar die Durchlüftung des Bodens verbessern, andererseits ist er nährstoffarm und fördert die Bodenversauerung.
Da in Mooren beträchtliche Mengen an Kohlenstoff gespeichert sind und diese durch den Torfabbau freigesetzt werden, werden heute u. a. aus Gründen des Klimaschutzes auch entwässerte und abgetorfte Flächen wiedervernässt und renaturiert. Die Zuger Methode zur Regeneration von Mooren wurde im innerschweizer Kanton Zug erfunden. Ehemalige Entwässerungsgräben in Mooren werden aufgestaut und mit Sägespänen aufgefüllt.

## Das Torfstechen

### Manueller Torfstich

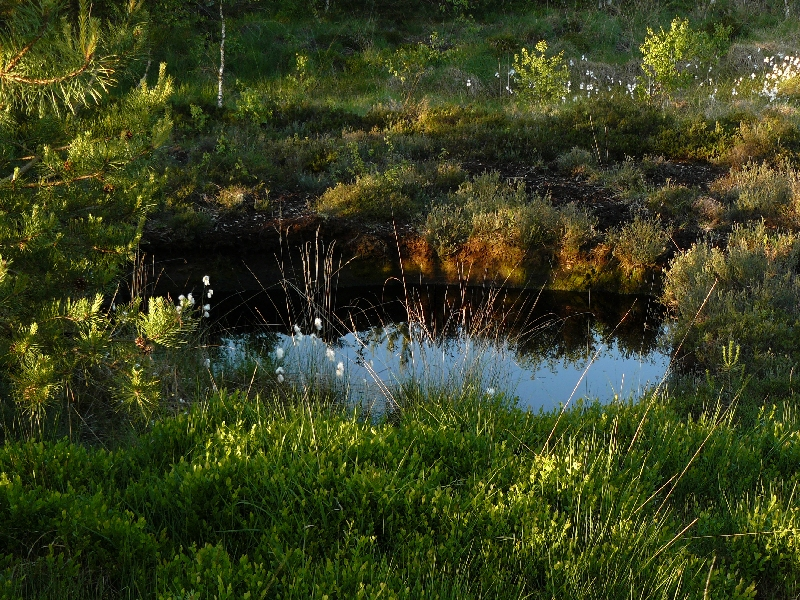
Gefluteter ehemaliger Handtorfstich im Hohen Moor bei Stade

In der gemäßigten Klimazone ist das Torfstechen schon seit etwa 3000 v. Chr. nachweisbar.
Bevor Torf gestochen werden konnte, mussten feuchte Moorflächen durch ein verzweigtes Grabensystem entwässert und durch Wege auf Dämmen zwischen Torfstich und Torfdarre erschlossen werden.
Bei der Anlage eines Torfstichs wurde die Moosnarbe zunächst mit dem Spaten vom Moorbauern entfernt. Dann wurde der darunter befindliche Weißtorf mit der Schaufel ausgehoben. Der tiefer liegende Brauntorf wurde mit Stiekern oder Stecheisen in Soden gestochen. Brauntorf wurde nach der Verwendung zum Beheizen von Backöfen auch „Bäckertorf“ genannt.
Die Torfsoden wurden auf Torfkarren verladen, zum Trockenplatz gezogen und so aufgestapelt, dass austretendes Wasser ablaufen konnte. Der Torf trocknete den Sommer über. Bis zum Spätherbst wurde er erheblich leichter und verlor an Volumen.
Wegen seines hohen Brennwertes war der zu unterst liegende Schwarztorf am wertvollsten. Wenn keine ausreichende Moorentwässerung gelang, musste er mithilfe von Stangen unter Wasser aus den bis zu sechs Meter tiefen Torfgruben gehoben werden. Auf dem Trockenplatz wurde der schwarze Torfschlamm eben verteilt und durch Trampeln mit den Füßen „gepettet“. War das meiste Wasser auf diese Weise herausgepresst, blieb der Schwarztorf zum Trocknen liegen und wurde anschließend in Soden geschnitten.
Torfstechen war eine körperlich sehr anstrengende Arbeit, die teilweise von Kindern verrichtet und im Spielfilm Freistatt von 2015 dokumentiert wurde.
In Vorpommern wurde die Torfgewinnung später als in Niedersachsen und Schleswig-Holstein begonnen, da zunächst ausreichend Brennholz in den ausgedehnten Wäldern vorhanden war. Torf wurde dann in flachen Handstichen gewonnen, die heute nicht mehr wahrnehmbar sind.

### Mechanisierter Torfstich

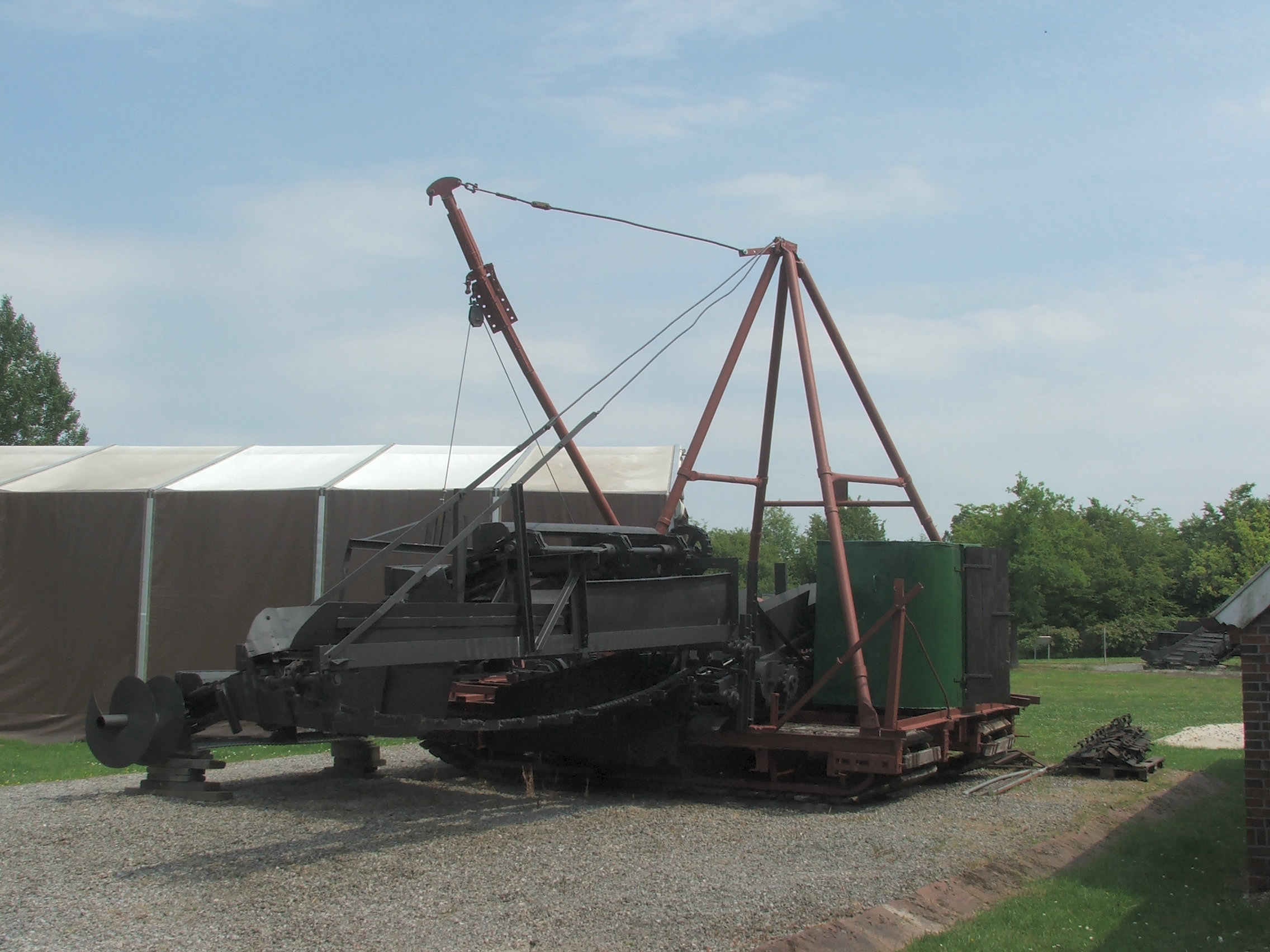
Bunkmaschine in Wiesmoor

Etwa ab 1800 wurde die manuelle Arbeit beim Torfstechen in zunehmendem Maße durch Maschinen ersetzt. Wie beim Abbau im Handstich setzt der maschinelle Torfabbau die Entwässerung des Bodens voraus. Zunächst wurde die oberste, etwa 50 cm starke Humusschicht sowie der Weißtorf mit der Bunkmaschine entfernt. Der Abraum wurde in den Pütt der vorherigen Abbauflächen verbracht. Mit Hilfe von Torfbaggern wurde anschließend der Schwarztorf gewonnen, gepresst und in Soden zerteilt. Das Wenden der trocknenden Soden wurde zunehmend maschinell durchgeführt, ebenso das Einsammeln des trockenen Torfes.
Nach dem Schwarztorfabbau wurde die „abgebunkte“ Torffläche mit Tiefpflügen bearbeitet, um die Torfreste mit den darunter liegenden Sandschichten zu vermischen. Nach diesem Rigolen war der Boden besser rekultivierbar.
Die großen Torfvorkommen im Flusstal der Peene in Vorpommern wurde ab dem 19. Jahrhundert kommerziell genutzt. Die Stadt Gützkow beispielsweise kaufte 1844 erste Torfstichmaschinen, die zunächst nicht effektiv genutzt werden konnten, da das Flusstalmoor schwierig zu entwässern war. 1856 begann die Projektierung der Trockenlegung (siehe Abbildung). Aus den Hochuferbereichen wurden Sand gewonnen, der zusammen mit den Deckschichten der Moorflächen zu Dämmen aufgeschüttet wurde. Zugleich wurden Grabensysteme angelegt. Die Abbautiefe betrug sechs bis acht Meter. Unterschieden wurde nach Grüntorf, Trockentorf und Presstorf. Der Grüntorf war im Freien getrockneter Torf. Trockentorf war in Scheunen und Schuppen länger getrockneter Torf. Presstorf war maschinell gepresster Torf, der wie Brikett aussah. 1922 kosteten 1000 Stück Grüntorf 40 RM. Gützkow hatte zu der Zeit bereits fünf Maschinen.
In benachbarten Torfstichgebieten wurden zunächst Polder eingedeicht und kurz vor 1900 Windpumpen aufgebaut, die das Wasser aus den Gräben schöpften.
Kohle war in Pommern für Privathaushalte kaum zu erhalten und teuer. Torf war auch nach 1945 der meistgenutzte Brennstoff. 1947 wurde in Gützkow eine Torfgenossenschaft gebildet, bei der 40 bis 50 Personen beschäftigt waren. Erst 1959 wurde die Genossenschaft aufgelöst und die Torfgewinnung eingestellt. Um 1950 wurden jährlich 1000 Tonnen Grün-, 1200 Tonnen Trocken- und 1800 Tonnen Presstorf hergestellt – ausschließlich für Heizzwecke.

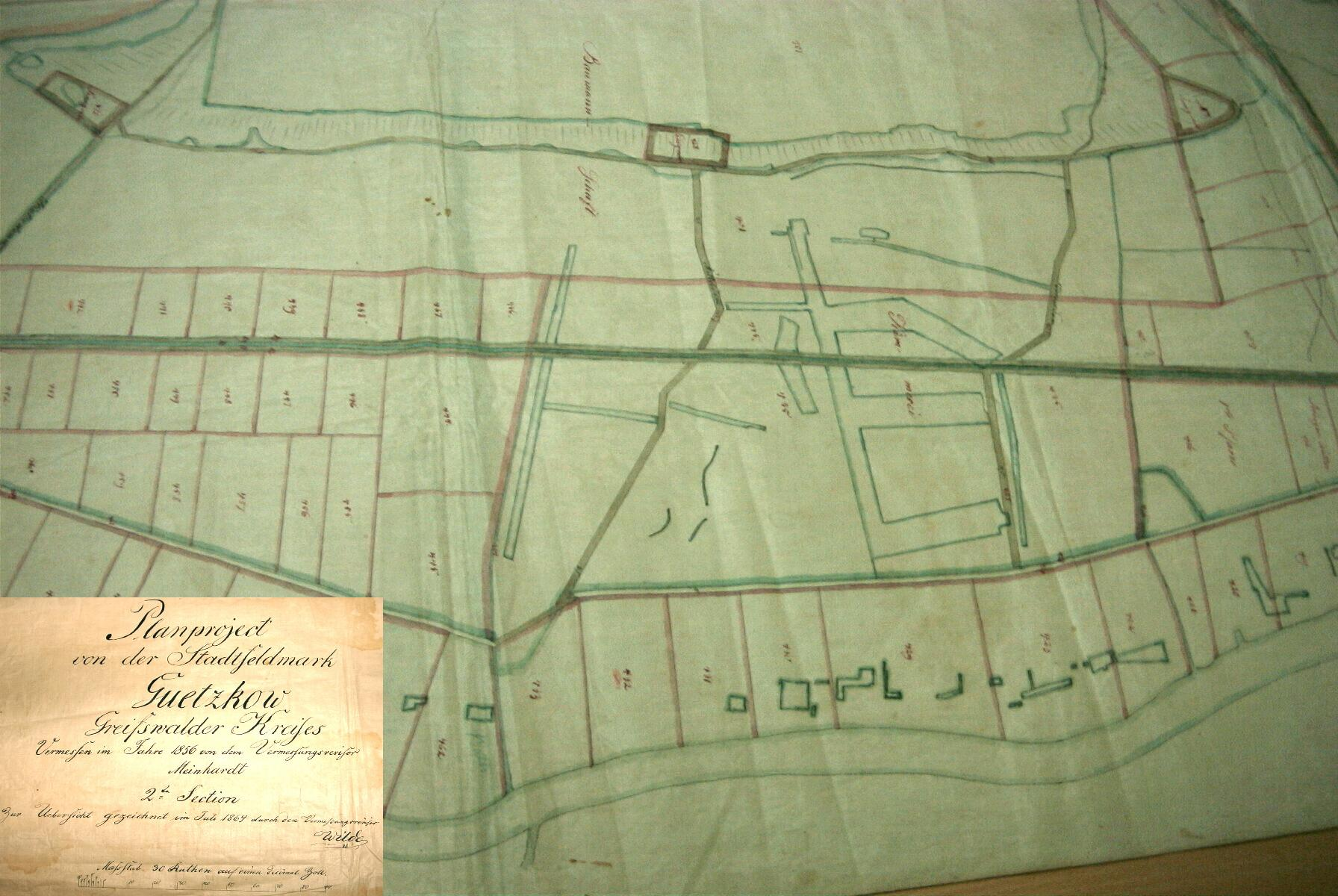
Torfgewinnung bei Gützkow im Peenetal, 1 × 2 m großer Plan auf Leinwand
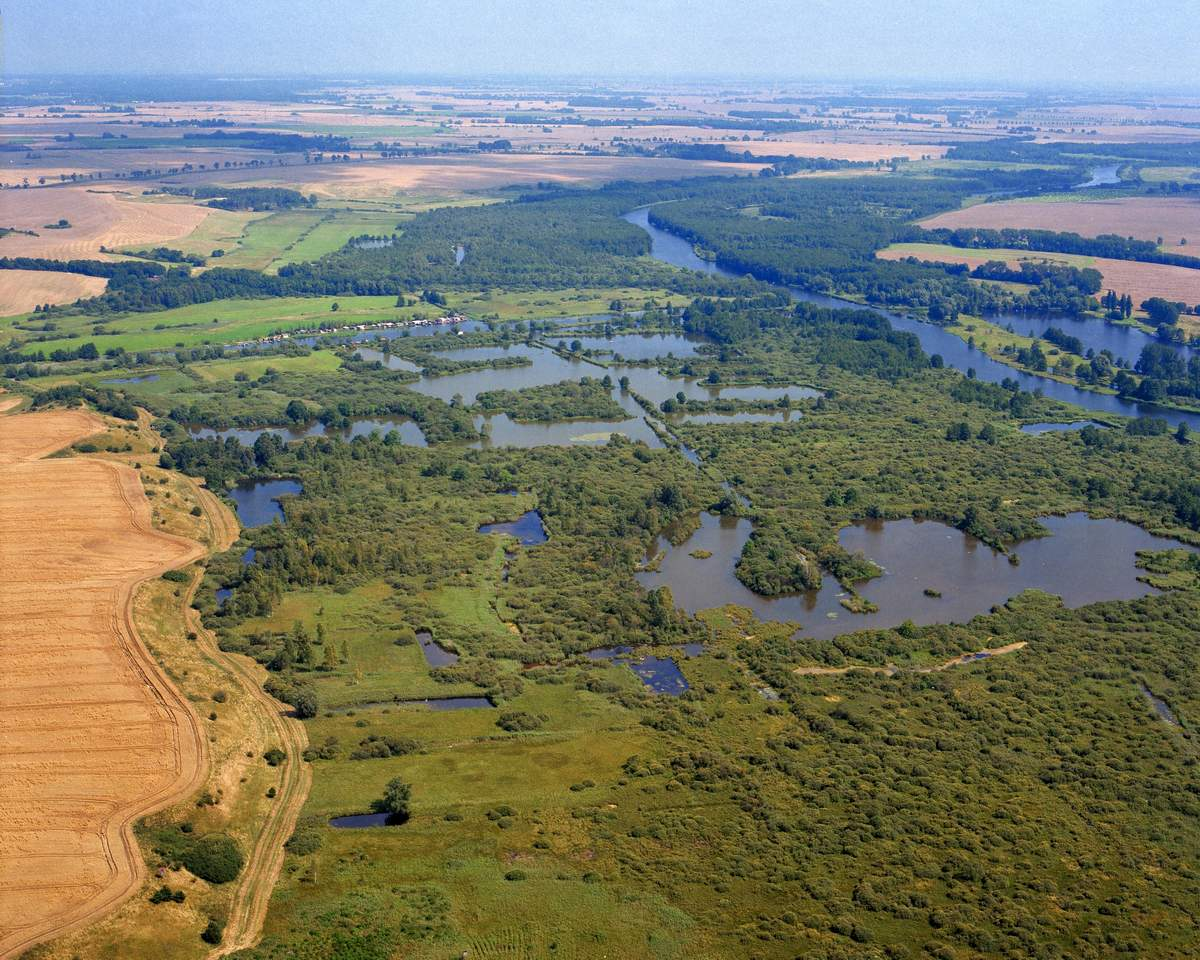
Torfstichlandschaft im Peenetal
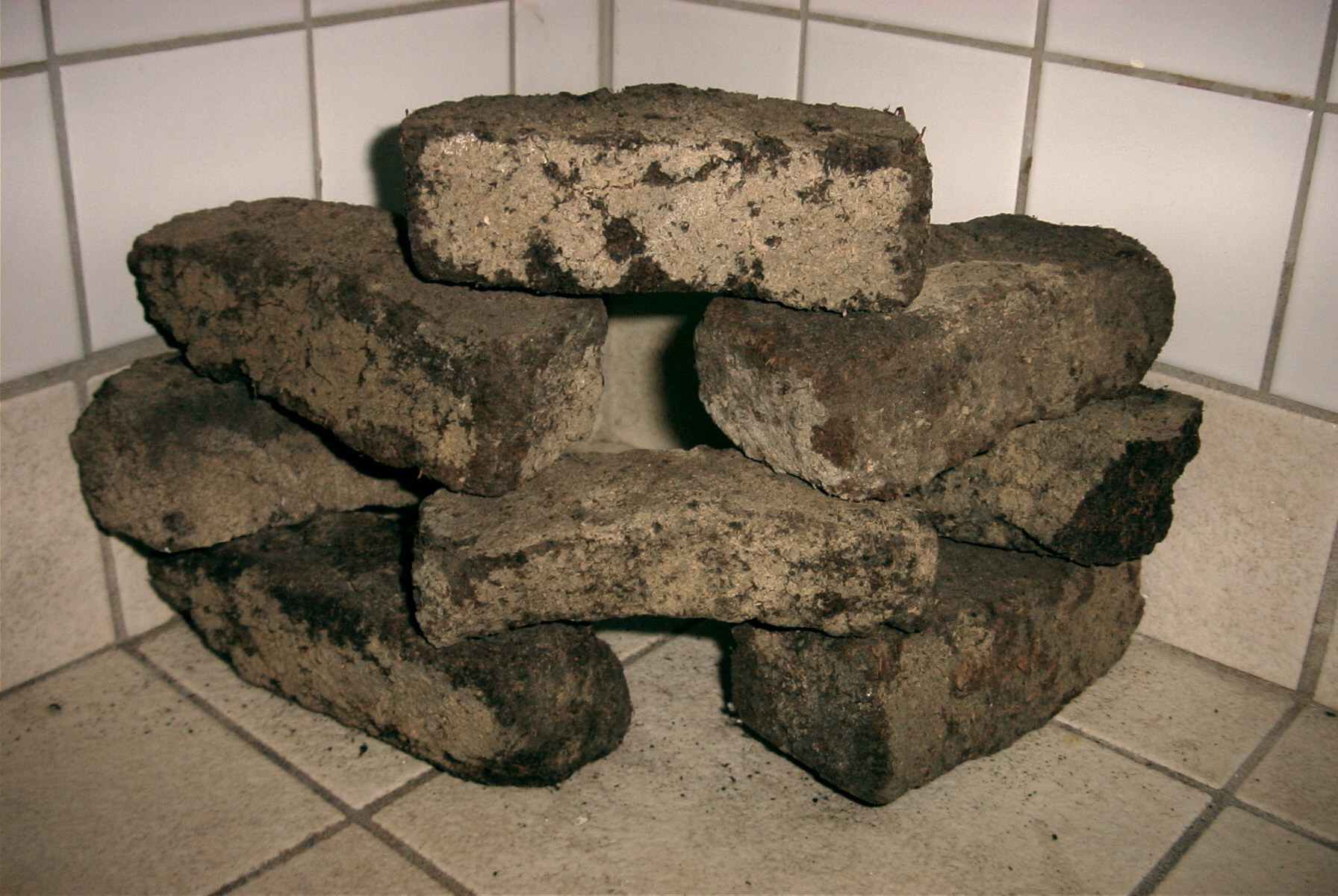
Trockentorf im Museum Gützkow (Über 60 Jahre alt)
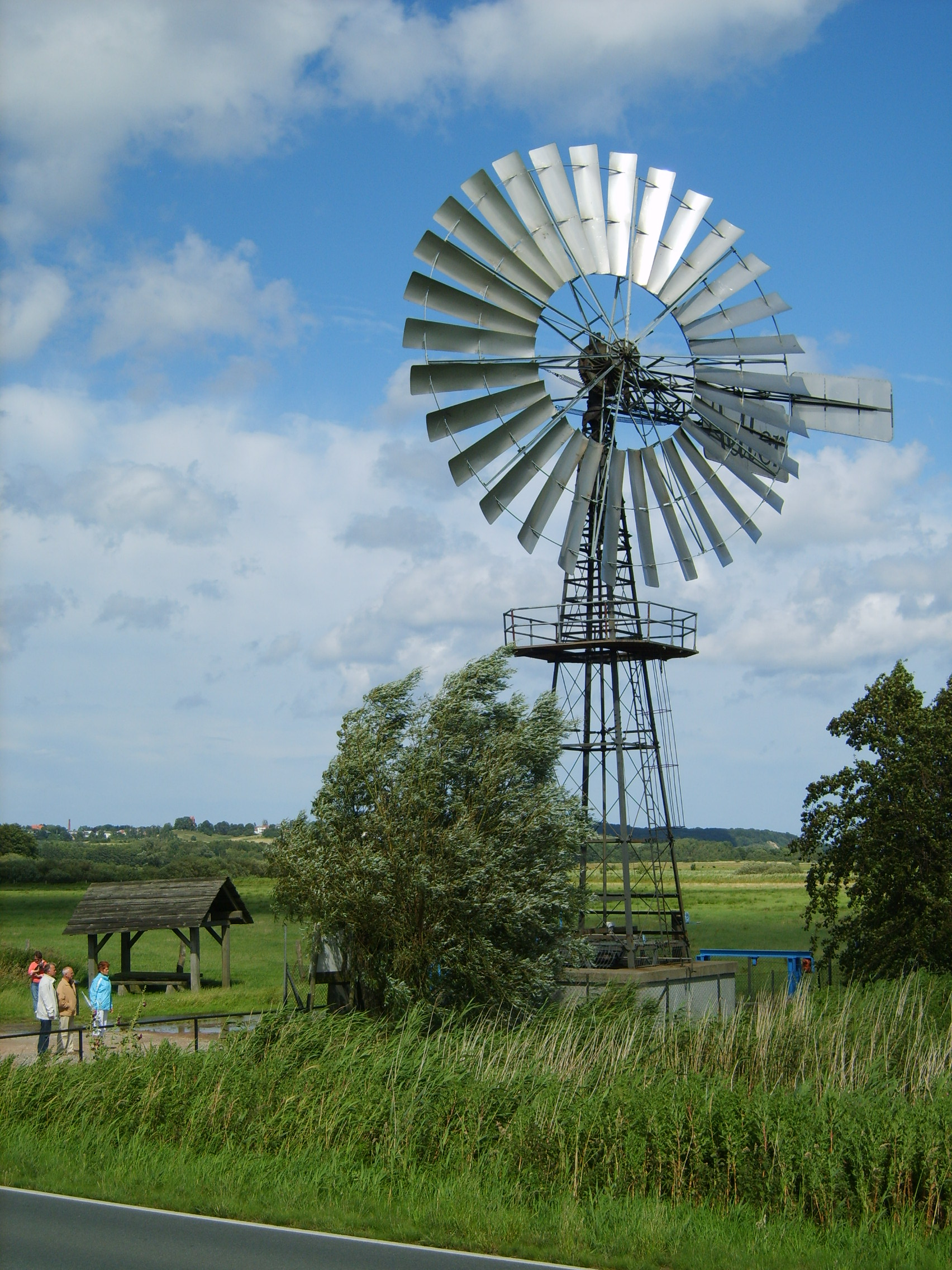
Windrad zur Entwässerung (Lobbe, Rügen)
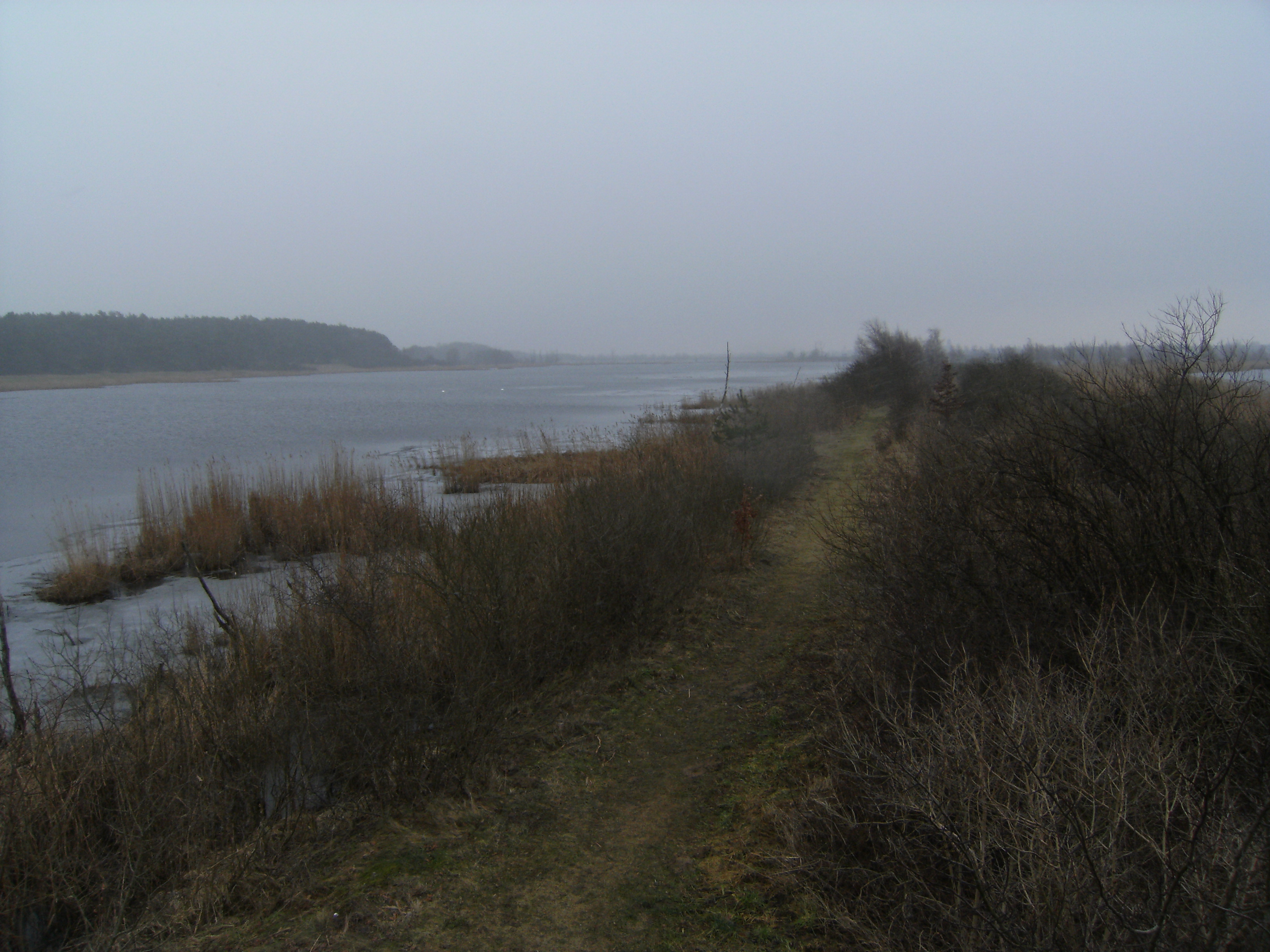
Wiedervernässter Torfstich-Polder (Menzlin, Vorpommern)

## Wirtschaftliche Bedeutung des Torfstichs

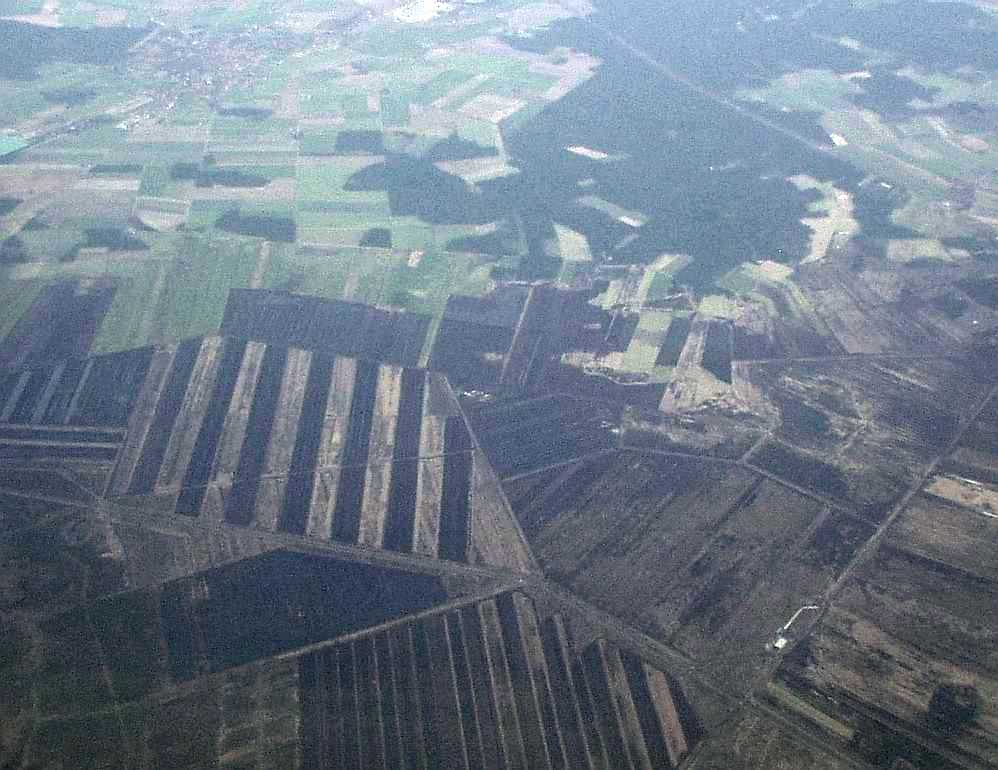
Landschaftsveränderung durch Torfstich im Toten Moor nordöstlich des Steinhuder Meeres (2007)

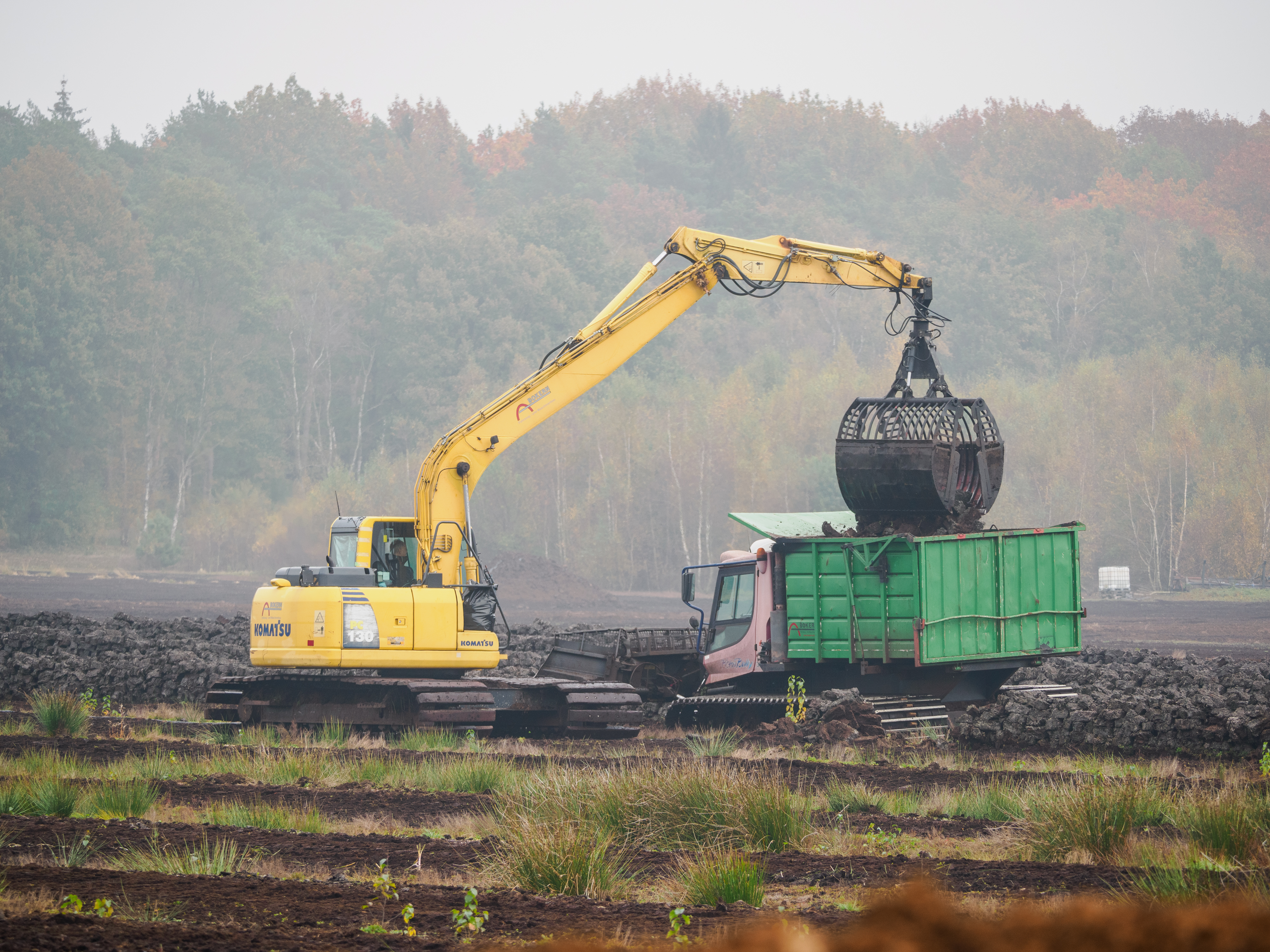
Torfabbau in 2024 im Aschener Moor (Diepholz)

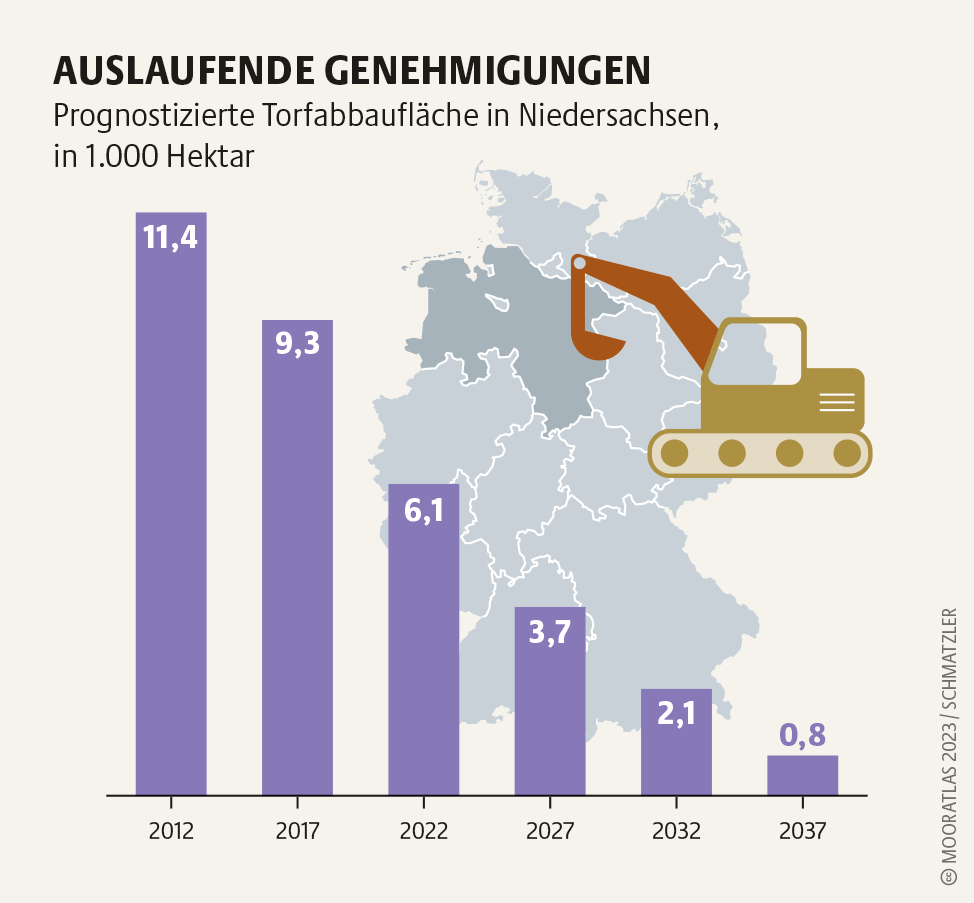
Torfabbauflächen in Niedersachsen.

Seit 4.000 Jahren unterliegen Moorflächen in Mitteleuropa einer mehr oder minder intensiven Nutzung. Bereits seit Beginn der Bronzezeit wurde Brenntorf gewonnen, der in Form luftgetrockneter Soden möglicherweise die Basis der Kupfer- und Zinnschmelze für die Bronzeherstellung bildete.
Aus frühen Quellen (z. B. Plinius) ist bekannt, dass Torf besonders an der Nordseeküste (aufgrund der großen Küstenmoore und mangels geeigneter Alternativen) schon sehr lange als Brennstoff genutzt wird. Die Wärmeausbeute ist geringer als von Braunkohle, jedoch besser als von Holz. In größerem Umfang setzte die Torfnutzung erst mit der Holzverknappung ab etwa 1750 ein, bis sie um 1900 allmählich durch die Kohlefeuerung abgelöst wurde.
In Gebirgsregionen Europas hatte der Torfstich eine geringere Bedeutung als im Flachland, vermutlich weil mit dem Nadelwald einfacher zu gewinnendes Brennmaterial zur Verfügung stand. Torf wurde eher als Nebenprodukt bei der Trockenlegung feuchter Wiesen gestochen und in der Landwirtschaft als Streu in den Ställen verwendet. Nur in Notzeiten diente er auch als Brennstoff.
In der Schweiz wurde ab dem Ende des 17. Jahrhunderts bis zur Annahme der sogenannten Rothenthurm-Initiative zum «Schutz der Schweizer Moore» im Jahr 1987 intensiv Torfabbau betrieben. Durch den neuen Verfassungsartikel  wurden die noch vorhandenen knapp 10 Prozent der ursprünglichen Moorflächen der Schweiz nachhaltig geschützt.
Teilweise wurde der gestochene Torf zu Torfkohle weiterverarbeitet, der Prozess ist der gleiche wie bei der Gewinnung von Holzkohle. Torfkohle hat einen Brennwert von mehr als 20 MJ/kg, sodass man sie bei Holzkohleknappheit sogar zur Erzverhüttung einsetzte. Als die während der Industrialisierung abgeholzten Wälder wieder aufgeforstet waren, ging der Bedarf an Torfkohle zurück.
Heute sind die wichtigsten Abbauländer für Torf in Europa Finnland, Schweden, das Baltikum, Irland und Deutschland sowie der europäische Teil Russlands. In Russland, Finnland, Irland und Schweden wird Torf nach wie vor Brennstoff zur Energieerzeugung eingesetzt. Dies betrifft insgesamt ca. 50 % des in Europa (ohne Russland) abgebauten Torfs.

## Siehe auch

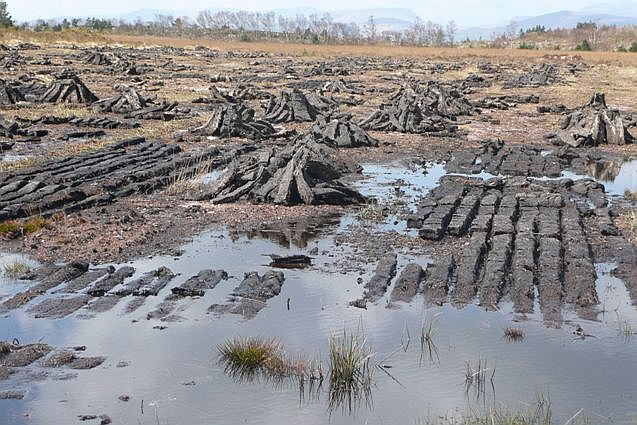
Gestochene Torfballen, zum Trocknen aufgeschichtet